# .id
.id je národní doména nejvyššího řádu pro Indonésii. Doménu spravuje Perkumpulan Pengelola Nama Domain Internet Indonesia (PANDI).
Na doméně byly vytvořeny domény druhé úrovně pro specifické využití:
- ac.id – akademické instituce,
- co.id – komerční subjekty,
- net.id – komunikace a poskytovatelé Internetu,
- or.id – formální organizace/komunity,
- web.id – neformální organizace/osobní stránky,
- sch.id – školy,
- mil.id – armádní domény,
- go.id – vládní domény.